# Seachains
Huỳnh Long Hải (sinh ngày 31 tháng 10 năm 1995 tại Cần Thơ), thường được biết đến với nghệ danh Seachains (còn có biệt danh là Hải Chiền), là một nam rapper người Việt Nam. Anh là quán quân của chương trình Rap Việt mùa 2 vào năm 2022 và hiện là thành viên của nhóm rap OTĐ.

## Sự nghiệp
Trong thời gian hoạt động trong giới rap underground, Seachains từng có thời gian làm việc cho Pb Nation khi nhóm tham gia cuộc thi The Remix năm 2015. Sau đó, anh chuyển sang hoạt động độc lập và phát hành nhiều ca khúc trên mạng như "Slow Down", "Mười bốn giờ lăm", "Anh 17" và "I'm Alright" (2020). Năm 2019, Seachains gây được tiếng vang bằng ca khúc "Simple Love" với sự kết hợp của Obito, Davis và Lena, thu về 180 triệu lượt nghe trên Zing MP3. Cùng với ca khúc này, anh trở thành người thắng giải Ca khúc R&B/soul được yêu thích nhất tại lễ trao giải Zing Music Awards 2019 diễn ra vào ngày 9 tháng 1 năm 2020.
Năm 2022, với tư cách thành viên của đội huấn luyện viên Karik, Seachains trở thành quán quân của cuộc thi Rap Việt mùa 2 sau khi đánh bại Blacka của đội Wowy tại đêm chung kết. Ngày 16 tháng 10 năm 2023, anh trở lại với tác phẩm "Chó chạy ngoài đồng" trên kênh YouTube của mình.

## Giải thưởng
| Năm  | Giải thưởng            | Hạng mục                             | Đề cử       | Kết quả   | Ghi chú |
| ---- | ---------------------- | ------------------------------------ | ----------- | --------- | ------- |
| 2020 | Zing Music Awards 2019 | Ca khúc R&B/soul được yêu thích nhất | Simple Love | Đoạt giải | [ 5 ]   |